# Ногал (Нью-Мексико)
Ногал (англ. Nogal) — переписна місцевість (CDP) в США, в окрузі Лінкольн штату Нью-Мексико. Населення — 105 осіб (2020).

## Географія
Ногал розташований за координатами 33°32′22″ пн. ш. 105°42′38″ зх. д. / 33.53944° пн. ш. 105.71056° зх. д. (33.539520, -105.710530).  За даними Бюро перепису населення США в 2010 році переписна місцевість мала площу 18,58 км², уся площа — суходіл. В 2017 році площа становила 19,71 км², уся площа — суходіл.

## Демографія
Згідно з переписом 2010 року, у переписній місцевості мешкало 96 осіб у 51 домогосподарстві у складі 27 родин. Густота населення становила 5 осіб/км².  Було 68 помешкань (4/км²).
Расовий склад населення:
| - 93,8 % — білих - 4,2 % — корінних американців - 2,1 % — азіатів |

До двох чи більше рас належало 0,0 %. Частка іспаномовних становила 8,3 % від усіх жителів.
За віковим діапазоном населення розподілялося таким чином: 8,3 % — особи молодші 18 років, 64,6 % — особи у віці 18—64 років, 27,1 % — особи у віці 65 років та старші. Медіана віку мешканця становила 55,8 року. На 100 осіб жіночої статі у переписній місцевості припадало 95,9 чоловіків;  на 100 жінок у віці від 18 років та старших — 95,6 чоловіків також старших 18 років.
За межею бідності перебувало 38,4 % осіб, у тому числі 0,0 % дітей у віці до 18 років та 75,0 % осіб у віці 65 років та старших.
Цивільне працевлаштоване населення становило 34 особи. Основні галузі зайнятості: мистецтво, розваги та відпочинок — 55,9 %, освіта, охорона здоров'я та соціальна допомога — 35,3 %, будівництво — 8,8 %.